# Te vi
«Te vi» es una canción interpretada por la cantautora mexicana Julieta Venegas, incluida en su sexto álbum de estudio, Los Momentos. El tema es de su propia autoría, coproducido con Yamil Rezc. Es una canción electrónica con toques de pop. Fue lanzado el 14 de enero de 2013 como primer sencillo por Sony Music y el segundo y último del álbum.
El vídeo musical fue filmado en varias provincias de Argentina. Tuvo la dirección de Oscar Fernández, Hernán Corera y Luciano Cieza quienes han trabajado con Gustavo Cerati y los Illya Kuryaki. Se estrenó el 2 de abril de 2013 en su cuenta de VEVO.

## Lanzamiento

### Radial
«Te vi» fue lanzada el 14 de enero de 2013 tanto en la radio mexicana como en la internacional como primer sencillo. No obstante en varias estaciones de radio mexicanas y españolas se había lanzado ya «Tuve Para Dar» como primer sencillo, haciendo un conflicto en si es el primer sencillo o el segundo el tema «Te vi».

### Digital
El tema estuvo disponible para escuchar desde el día 14 de enero de 2013 en la página de plataforma musical SoundCloud en la cuenta oficial de Venegas.

## Vídeo musical
El día 14 de enero de 2013 subió el audio-vídeo de la canción a su cuenta personal en YouTube, pero por un problema de copyrights que fue desactivado de su cuenta, lo cual que publicó en Twitter al no poder subir una canción de su propia autoría intelectual al portal.
El día 8 de febrero de 2013 Julieta Venegas por vía de su cuenta oficial en Facebook hace una convocatoria para que sus fanes suban fotografías con las que reflejen lo que le hace sentir esa canción. Por medio del hashtag #JulietaTeVi poder subirlas a las redes sociales Twitter e Instagram para un vídeo fan.
El vídeo musical fue filmado en el Mar de Plata Necochea, Quequen , Argentina y fue dirigido por Oscar Fernández, Hernán Corera y Luciano Cieza. La idea de la dirección de éste vídeo comenzó en el mes de diciembre de 2012, cuando Venegas visitó Buenos Aires para renovar su look. Roho (Oscar Fernández) le contó los trabajos que había realizado para Gustavo Cerati y Los Illya Kuryaki así Venegas dijo: «¿Y por qué no hacen un video para mí?». La última semana de enero comenzó el rodaje del vídeo y Venegas lo publicó en su cuenta oficial de Twitter.
El vídeo cuenta con varias locaciones como el balneario 'Acuasol' en Mar de Plata,'Casino', 'Escollera' de Necochea, Quequén y San Clemente del Tuyú. La logística de este vídeo es el de un tráiler de película. Los protagonista de este vídeo son Angelo, Benicio y Nahuel Mutti, nietos de Luis Alberto Spinetta. En este videoclip no aparece Julieta. El director Roho cuenta:

El espíritu del amor no correspondido de la lírica y las progresiones armónicas cargadas de melancolía nos remontaron a nuestra infancia, a la primera vez que nos rompieron el corazón, y sobre esa base fuimos construyendo la historia del videoclip.
Roho

El vídeo fue lanzado el 2 de abril de 2013 en su VEVO oficial y en varios canales de música.

## Presentaciones
La primera vez que «Te vi» fue presentada al público fue el 12 de diciembre de 2012, en la Usina del Arte en la ciudad de Buenos Aires, Argentina, en un evento privado para los socios del Club Speedy, patrocinado por la marca telefónica Movistar  al igual que interpretó el tema «Tuve Para Dar».

## Promoción
Para promoción de este sencillo comenzó el 10 de enero de 2013 con un preview en su página oficial. El día 14 de enero se estrenó en la radio mexicana y en la radio internacional.

## Formatos
Digitales
| Descarga |         |          |  |
| N.º      | Título  | Duración |  |
| 1.       | «Te vi» | 03:26    |  |

## Posicionamiento en las listas

### Semanales
| Chile    | Top 100 Chile                      | 19 |
| México   | México Airplay (Billboard)         | 35 |
| México   | México Espanol Airplay (Billboard) | 10 |
| México   | Monitor Latino                     | 10 |
| Paraguay | Top 5 Paraguay                     | 5  |

## Certificaciones
| País   | Organismo certificador | Certificación | Simbolización | Ref.   |
| ------ | ---------------------- | ------------- | ------------- | ------ |
| México | AMPROFON               | Oro           | ●             | [ 16 ] |